# セシル・コールズ
セシル・フレデリック・コウルズ（Cecil Frederick Coles, 1888年10月7日 – 1918年4月26日）は、スコットランドで活躍したイギリスの作曲家。第1次世界大戦に従軍し、戦死した。

## 略歴
カークカッドブライトに生まれ、エディンバラのジョージ・ワトソン校に学ぶ。1907年に奨学金を得て英国王立音楽大学に進む。その後さらにエディンバラ大学に学び、シュトゥットガルト音楽院に留学した。シュトゥットガルト王立歌劇場の指揮者助手とシュトゥットガルト・聖カタリナ英国国教会オルガニストとを兼務した。フィービー・レルトンと結婚した後、1913年にイギリスに帰国する。第1次世界大戦が勃発すると、クイーン・ビクトリア・ライフル銃隊に入隊、軍楽隊長として従軍した。前線で軍務に服するかたわら、自筆の草稿を友人グスターヴ・ホルストに郵送している。西部戦線で志願して戦死者の回収作業の支援中、ドイツ軍の狙撃兵に銃撃されて戦死した。亡骸はクルイ(Crouy)に埋葬されている。
コールズの作品は2001年に録音されたのがきっかけとなって「再発見」された。コールズの小品《行列（'Cortege'）》は、オーランド・ゴフ(Orlando Gough)によって編曲され、『第1次世界大戦』と題されたドキュメンタリー映像シリーズで冒頭と終りでテーマ曲として利用されている。《行列》は、《銃後》と題された組曲のうち、現存する2曲の一つである。

## 作品一覧

### ピアノ曲
- 間奏曲 (1911)
- ロンド イ短調 (1909)

### 管弦楽曲
管弦楽組曲《スコットランドのハイランドより》
- ロバート・ウィリアムズの詩によるバリトンと管弦楽のためのカンタータ《修道士ジャコモ》 (1914)
- スケルツォ イ短調
- 演奏会用序曲《間違いの喜劇》
- 悲しげなダンス

管弦楽組曲《銃後》(1・3楽章)

### 歌曲
ヴェルレーヌによる4つの歌

## 註
1. ↑  Brief biography
2. ↑  CWGC entry
3. ↑  Hyperion website
4. ↑  。Channel 4 TV webpage for the series "The First World War"